# 11

11(십일)은 10보다 크고 12보다 작은 자연수다.

## 수학
- 5번째 소수(素數)다. 앞의 소수는 7이고, 다음 소수는 쌍둥이 소수인 13다.
  - 4번째 소피 제르맹 소수(↔ 23)다. 앞의 소피 제르맹 소수는 5이고, 다음은 23이다.
  - 3번째 안전 소수(↔ 5)다. 앞의 안전 소수는 7, 다음은 23이다.
  - 3번째 슈퍼 소수로, 11의 소수 순번인 5도 소수다. 앞의 슈퍼 소수는 5, 다음은 17이다.
  - 5번째 회문 소수다. 앞의 회문 소수는 7, 다음은 101이다. 현재까지 알려진 소수 중 유일한 짝수 자리 회문 소수다.
  - 가장 작은 두 자리 소수다.
- 5번째 뤼카 수이자, 가장 작은 두 자리 뤼카 수다. 앞의 뤼카 수는 7, 다음은 18이다.
- 2번째 십일각수다. 다음 십일각수는 30이다.
- 가장 작은 쌍둥이 수다.
- 100 이하의 9의 배수, 200 이하의 17의 배수, 18의 배수는 총 11개이다.

## 과학
- 나트륨(Na)의 원자 번호.
- 태양 주기는 약 11년이다.
- 우주는 약 11차원일 것으로 과학자들이 추정하고 있다.
- NGC 11: 안드로메다자리 방향에 있는 나선은하.

## 교통
- 고속도로
  - 주간고속도로 제11호선(영어판)
  - 유럽 고속도로 11호선: 프랑스 오를레앙에서 베지에까지 이어지는 유럽 고속도로.
  - 아우토반 11호선(영어판, 독일어판): 독일의 고속도로.

- 국도 제11호선
  - 대한민국 11번 국도: 부산광역시 강서구 대항동에서 송정동까지 이어지는 대한민국의 국도.
  - 일본 11번 국도: 도쿠시마현 도쿠시마시에서 에히메현 마쓰야마시까지 이어지는 일본의 국도.
  - 미국 11번 국도: 루이지애나주 뉴올리언스에서 뉴욕주 라우시스포인트(영어판)까지 이어지는 미국의 국도.

## 군사
- U-11: 독일의 군용 잠수함. 제1차 세계 대전에 사용된 1910년제 모델(영어판)과 제2차 세계 대전에 사용된 1935년제 모델(영어판)이 있다.

## 문화유산
- 대한민국의 국보 제11호: 익산 미륵사지 석탑
- 대한민국의 보물 제11호: 사인비구 제작 동종 8종
- 대한민국의 사적 제11호: 서울 풍납동 토성

## 방송
- MBC의 채널 번호.
  - 춘천MBC, 원주MBC, MBC강원영동 (강원)
  - 대전MBC, MBC충북 (대전/세종/충남/충북)
  - 부산MBC, 울산MBC, MBC경남 (부산/울산/경남)
  - 대구MBC, 포항MBC, 안동MBC (대구/경북)
  - 광주MBC, 목포MBC, 여수MBC, 전주MBC, 제주MBC (광주/전남/전북/제주)

## 스포츠
- 축구에서 한 팀의 선수는 11명이다.
- 축구에서 스트라이커는 주로 11번을 등번호로 사용한다.
- 롯데 자이언츠 무쇠팔 최동원 선수가 달았던 등번호. 현재 영구결번.

## 작품
- 《11》: 브라이언 애덤스의 정규 음반. 2008년 3월 17일 출시.

## 기타
- 날짜: 1월 1일
- 연도: 11년, 기원전 11년

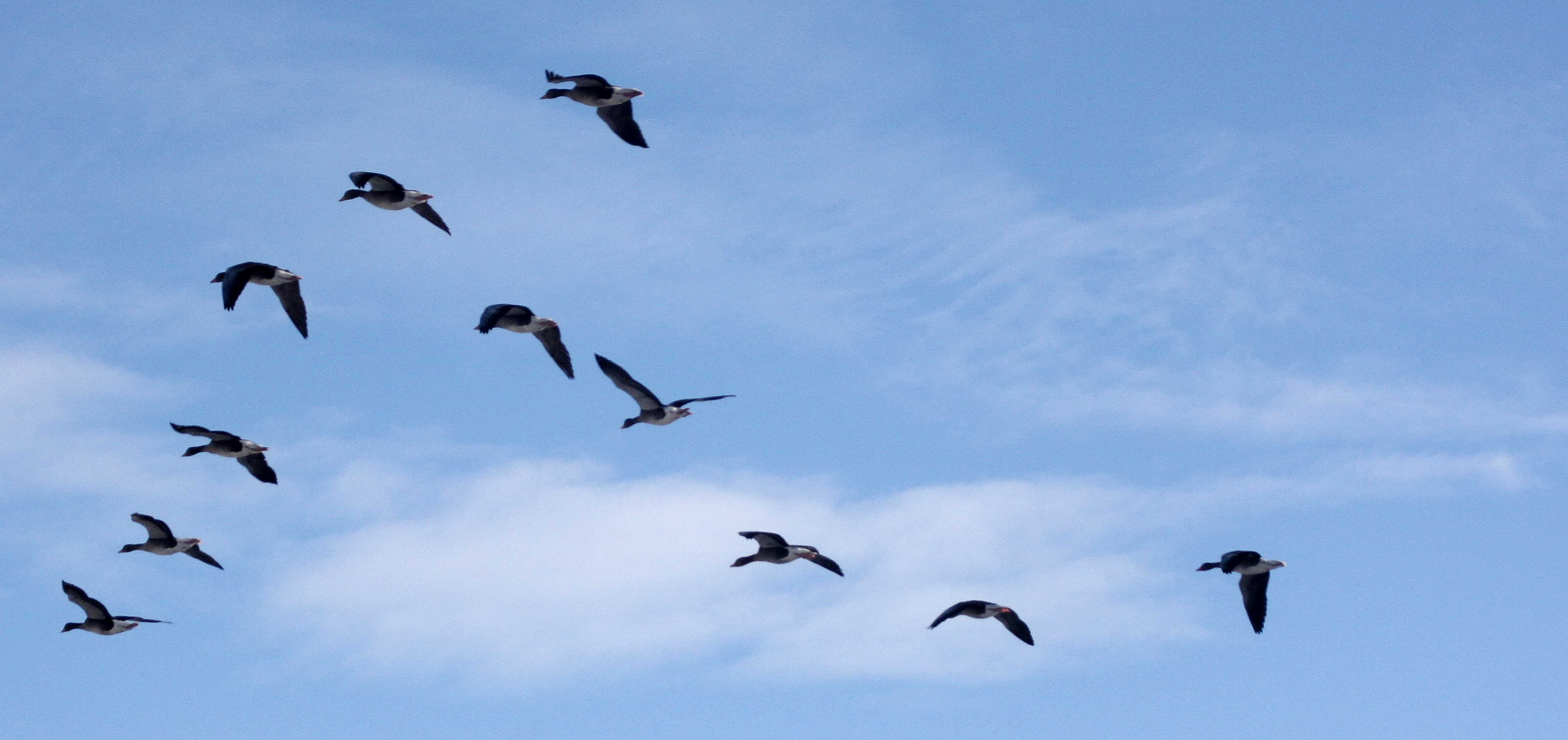
11마리의 새

- 엘프스테덴토흐트는 11개의 도시를 일주하는 스피드 스케이팅 경기이다.
- 아폴로 11호는 처음으로 달에 착륙한 유인우주선이다.
- 조선민주주의인민공화국의 의무 교육 기간은 11년이다.
- 워너원의 멤버 수다.
- 윈도우 11
- 11자 걸음.
- 대한민국의 로젠택배 운송장번호는 11자리이다.
- 대한민국의 휴대전화번호는 총 11자리이다.

## 같이 보기
- 11:11
- 일레븐
- 엘프 (동음이의)